# 18 juin 1963
Le mardi 18 juin 1963 est le 169e jour de l'année 1963.

## Naissances
- Bruce Smith, joueur de football américain
- Christian Vadim, acteur français
- Dizzy Reed, musicien américain
- Eckhard Jansen, directeur de la photographie allemand
- Elisabeth Ackermann, femme politique suisse
- Eric Carlson, architecte américain
- Fatoumata Sidibé, politicien belge
- Gilles Marchand, scénariste et réalisateur français
- Iréne Theorin, chanteuse suédoise
- Jeff Mills, pionnier de la musique techno de Detroit
- Luis Fajardo, footballeur colombien
- Patrick Bernardini, pilote de rallye automobile corse
- Paul Honiss, arbitre international néo-zélandais de rugby à XV
- Roumen Radev, militaire et homme d'État bulgare
- Wataru Yoshizumi, dessinateur japonais

## Décès
- Pedro Armendáriz (né le 9 mai 1912), acteur américain

## Événements
- Création de Komitet za Darzhavna Sigurnost, service secret bulgare